# Daniël Cornelis Boonzaier
Daniël Cornelis Boonzaier (né dans le district de Carnarvon dans la colonie du Cap en 1865 et mort au Cap en 1950) est un célèbre caricaturiste sud-africain.
D.C. Boonzaier publie ses premières caricatures en 1884 et devient dessinateur professionnel en 1889, publiant dans différents journaux de la colonie du Cap tels que The Owl ou The Cape. En 1903, il est le premier caricaturiste permanent d'un journal sud-africain (South Africa News).
Proche des nationalistes afrikaners, il rejoint Die Burger dès sa fondation en 1915 où il connait pendant 25 ans une audience nationale pour ses dessins humoristiques. Il crée dans les années 1920 le personnage de Hoggenheimer, qui sera dans l'imaginaire collectif le stéréotype du capitaliste industriel en général et de l'homme d'affaires sud-africain blanc en particulier.